# 周培源力学奖
周培源力学奖以中国著名力学家周培源命名，为周培源基金会所设立，自1997年起每两年评选一次，由周培源基金会委托中国力学学会代为评选。此奖项用以奖励中国在力学领域有杰出贡献的学者，获奖者以中青年为主。2014年以后，与钱学森力学奖一同构成中国力学奖中的中国力学成就奖，用于奖励在力学理论研究中做出创造性成果的中国力学工作者。至2015年已评选九届。

## 历届获奖名单
| 届别     | 姓名   | 获奖时间 | 获奖者单位                 | 主要贡献                                                 |
| -------- | ------ | -------- | -------------------------- | -------------------------------------------------------- |
| 第一届   | 张涵信 | 1997年   | 中国空气动力研究与发展中心 | 分离流、旋涡运动、计算空气动力学及航空航天应用方面       |
| 第二届   | 白以龙 | 1999年   | 中国科学院力学所           | 剪切带和微损伤演化研究                                   |
| 第三届   | 黄永念 | 2001年   | 北京大学力学系             | 流体力学、湍流理论的科研和教学                           |
| 第四届   | 崔尔杰 | 2005年   | 北京空气动力学研究所       | 空气动力学                                               |
| 第五届   | 李家春 | 2007年   | 中国科学院力学研究所       | 复杂流动和环境流体力学研究领域                           |
| 第六届   | 黄克智 | 2009年   | 清华大学                   | 板壳结构力学、断裂力学、微纳米力学和力学教育等           |
| 第七届   | 杨卫   | 2011年   | 浙江大学                   | 力电耦合失效和微纳米力学                                 |
| 第八届   | 程耿东 | 2013年   | 大连理工大学               | 结构拓扑优化基础理论与应用、力学教育                     |
| 第九届   | 胡海岩 | 2015年   | 北京理工大学               | 振动控制系统的非线性和时滞动力学方面                     |
| 第十届   | 郑晓静 | 2017年   | 西安电子科技大学           | 在风沙环境力学上做出突出贡献                             |
| 第十一届 | 方岱宁 | 2019年   | 北京理工大学               | 在多场耦合作用下先进材料与结构的力学研究领域做出突出贡献 |